# سرود معبد کش

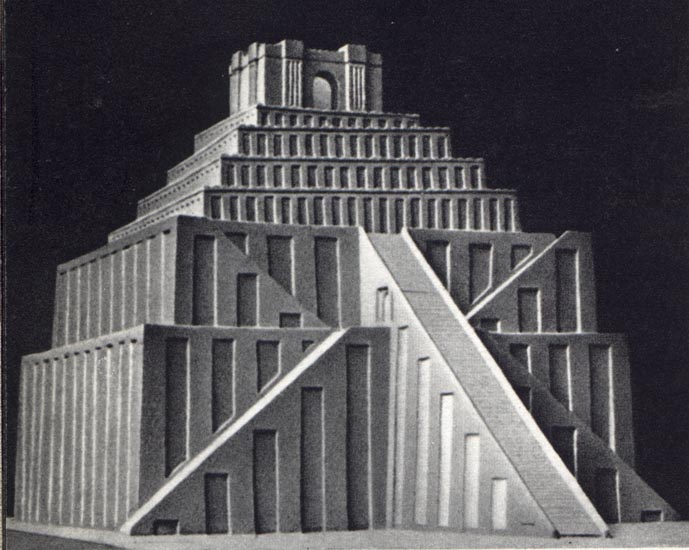
معبد سومری

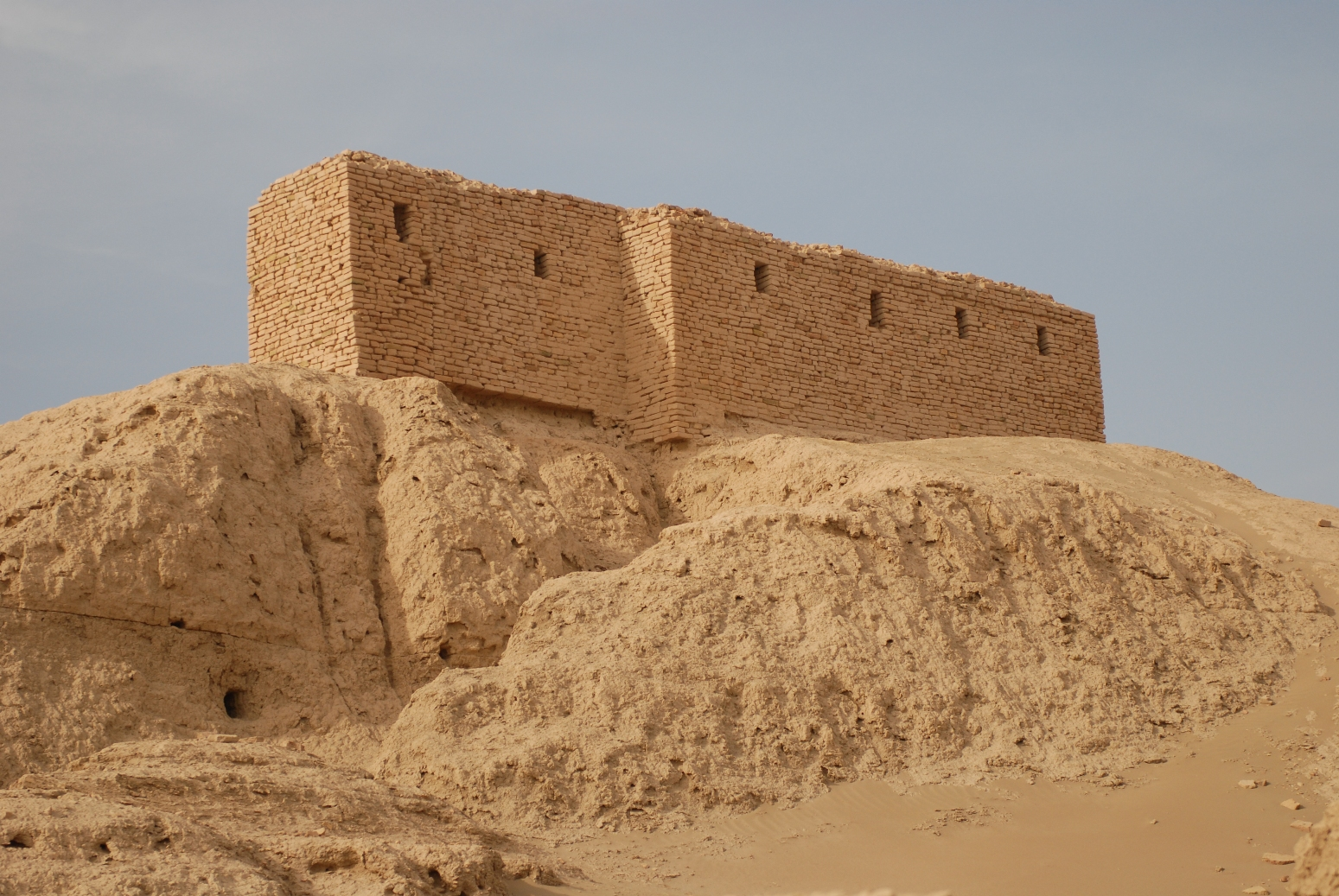
ویرانه‌های یک معبد در نیپور

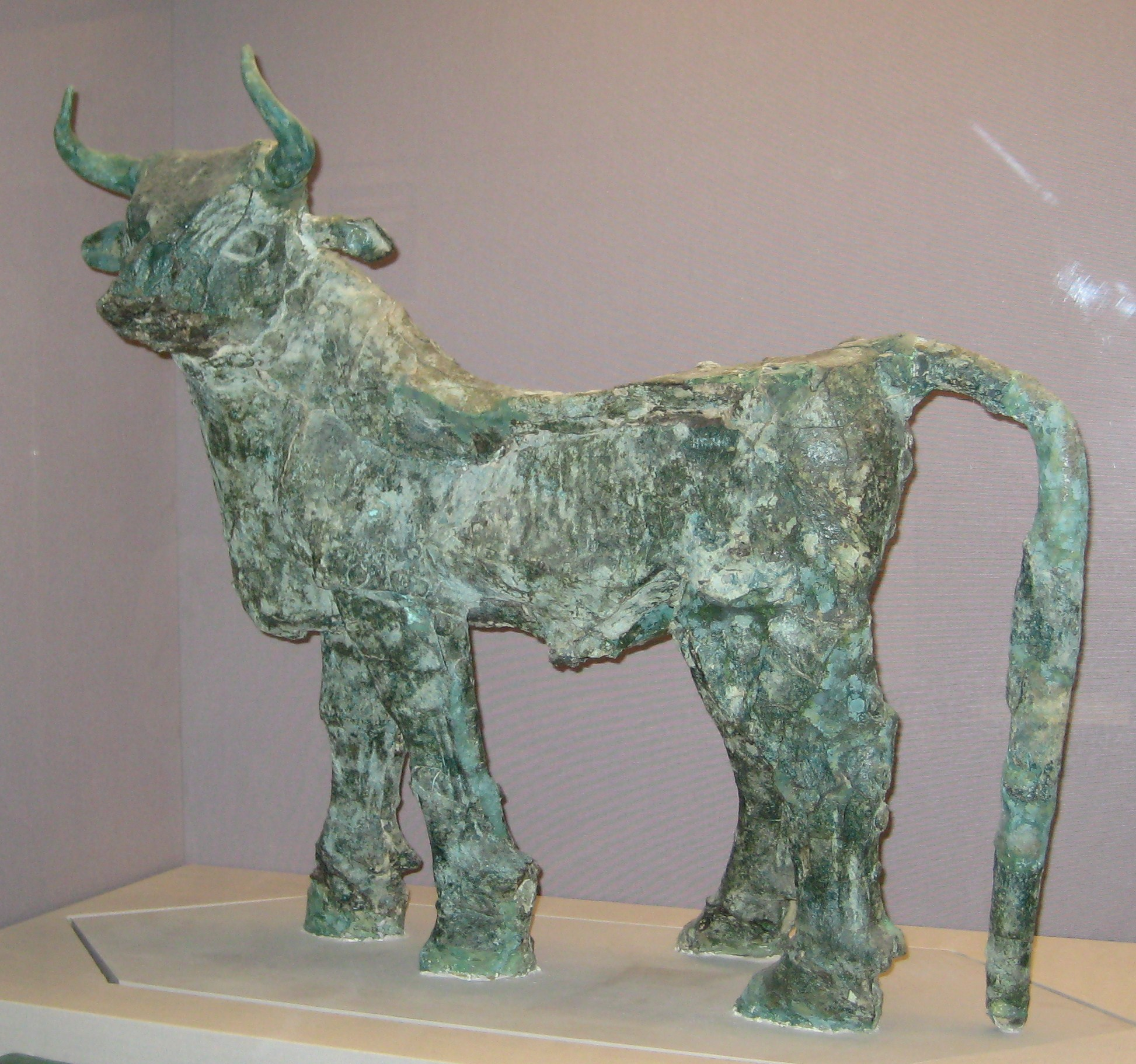
پیکره مسی یک گاو نر از معبد نینهورساگ در تل العبید، جنوب عراق، حدود ۲۶۰۰ پ.م.

سرود معبد کش (انگلیسی: Kesh temple hymn) یا نیایش‌نامه نینتود، یا نیایش‌نامه نینتود دربارهٔ آفرینش مرد و زن، یکی از متون زبان سومری بر روی لوح رسی است که نگارش آن به اوایل هزاره سوم پیش از میلاد (حدود ۲۶۰۰ پ. م) بازمی‌گردد. این متن، همراه با پندهای شورپک، از کهن‌ترین نمونه‌های ادبیات باستان در جهان به‌شمار می‌رود.

## گردآوری
پاره‌هایی از این متن در فهرست آثار موزه باستان‌شناسی و مردم‌شناسی دانشگاه پنسیلوانیا و در بخش زبان اکدی (CBS - Catalogue of the Babylonian Section) شناسایی شد. این الواح در جریان کاوش‌های این دانشگاه در کتابخانهٔ یکی از پرستشگاه‌های نیپور (در عراق امروزی) به دست آمد. یکی از این پاره‌متن‌ها که در لوح شمارهٔ CBS 11876 ثبت شده، نخستین بار در سال ۱۹۰۹ توسط «هوگو رادو» در کتاب «متون متفرقه سومری»، شماره ۸ منتشر شد. این متن بعدها توسط استفان لنگدون در سال ۱۹۱۵ ترجمه شد.
لنگدون در سال ۱۹۱۳، متنی را از روی منشوری چهار وجهی و سوراخ‌دار، به ابعاد تقریبی ۴×۴×۴ اینچ، که از نیپور به دست آمده و در موزه اشمولین آکسفورد نگهداری می‌شود (شماره ۱۹۱۱–۴۰۵)، منتشر کرد. این منشور دربردارندهٔ حدود ۱۴۵ سطر در هشت بخش است و شباهت‌هایی با سرود انلیل دارد. لنگدون این متن را «نیایش‌نامه‌ای برای نینتود، ایزدبانوی آفرینش» نامید و اشاره کرد که هر بخش با ترجیع‌بندی یکسان پایان می‌پذیرد که به‌زعم او «به آفرینش مرد و زن اشاره دارد، همچون داستان آدم و حوا در کتاب مقدس.» او در سال‌های ۱۹۱۴ و ۱۹۱۷ نیز دو پاره‌متن دیگر را ترجمه کرد.
این اسطوره با افزودن لوح CBS 8384 گسترش یافت؛ این لوح توسط جورج آرون بارتون در سال ۱۹۱۸ ترجمه و در مجموعه «متون دینی سومری» در «کتیبه‌های متفرقه بابلی»، شماره ۱۱ و با عنوان «پاره‌متنی از آنچه به‌اصطلاح «نیایش‌نامه به نینتود» خوانده می‌شود» منتشر شد. این لوح در ضخیم‌ترین بخش خود ابعادی برابر با ۵٫۲۵ در ۲٫۴ در ۱٫۲ اینچ دارد. بارتون موفق به ترجمهٔ بخش‌های چهارم، پنجم و ششم این لوح شد. او با عنوان «آفرینش انسان» برای این متن مخالفت کرد و نوشت: «تا جایی که نگارنده می‌بیند، هیچ اشاره‌ای در متن به آفرینش انسان نشده است.» او تنها به اشاره‌ای به ایزدبانویی با نام نینتو، به‌عنوان «مادر نوع بشر» اشاره کرد. بارتون پیشنهاد کرد که «ظاهراً متن به شرایط اولیه (یا بسیار کهن) یکی از شهرها پرداخته است؛ شاید به بنیان‌گذاری و رشد آن شهر، ولی فراتر از این نمی‌توان با اطمینان چیزی گفت.»
لوح CBS شماره ۶۵۲۰ در سال ۱۹۲۹ توسط ادوارد چیرا در کتاب «متون واژگانی سومری» منتشر شد. چیرا همچنین سه لوح دیگر—CBS 7802، CBS 13625 و CBS 14153—را در کتاب «حماسه‌ها و اسطوره‌های سومری» منتشر کرد.
ترجمه‌های دیگری نیز از روی لوح‌هایی از مجموعه نیپور در موزه باستان‌شناسی استانبول (با نام اختصاری Ni) انجام گرفت. چیرا لوح شماره Ni 2402 را در کتاب «متون دینی سومری» در سال ۱۹۲۴ ترجمه کرد.
هرمان وولرات هیلپریشت و ساموئل نوآ کریمر به همراه دیگر پژوهشگران، چند لوح دیگر از این مجموعه،  ازجمله Ni 4371، ۴۴۶۵، ۴۵۵۵، ۴۵۹۷، ۹۶۴۹، ۹۷۷۳، ۹۸۱۰، ۹۸۶۱ و ۹۹۰۳ را ترجمه کردند.
منبع دیگر این اسطوره لوحی در لوور پاریس با شماره AO 6717 است.
لوح‌های دیگری نیز در موزه اشمولین با شماره ۱۹۲۹–۴۷۸، موزه بریتانیا با شماره ۱۱۵۷۹۸، و موزه هنر والترز با شماره ۴۸٫۱۸۰۲ (که پیشتر به آن «منشور دیوید» گفته می‌شد) نگهداری می‌شوند.
لوح‌های دیگری از این متن در کاوش‌های ایسن (ایشان البحرات امروزی) نیز یافت شده‌اند.
همچنین در کاوش‌های هنری دو ژنویاک در کیش (شماره B 150) و ژان ژوزف فرانسوا پرو در شوش نیز نسخه‌هایی یافت شده‌اند.
سر لئونارد وولی نیز در کاوش‌های اور (Ur) در سال ۱۹۲۸، الواحی از این متن را یافت که در مجموعه «متون حفاری‌های اور» منتشر شد.
نسخه‌های مختلف این متن سرانجام در شکل کنونی آن گردآوری شدند. تازه‌ترین نسخهٔ ترکیبی توسط «میگل سیویل» در سال ۱۹۹۲ فراهم شد و آخرین ترجمه‌ها از آن را «جین گرگ» در سال ۱۹۶۹ و «یواخیم کرشر» در سال ۱۹۶۶ ارائه دادند.
گرگ این متن را «یکی از سالم‌ترین متون ادبی باقی‌مانده از دوره بابلی کهن» توصیف کرده است.
رابرت دی. بیگز نسخه‌ای بسیار کهن از این سرود را از محوطهٔ باستانی تل ابو صلابیخ ترجمه کرد. او با توجه به شباهت‌هایی میان این نسخه و لوح‌هایی از شوروپاک، تاریخ آن را حدود ۲۶۰۰ پ.م. تعیین کرد—لوح‌هایی که آنتون دیمیل در دهه ۱۹۲۰ نیز به همین دوران نسبت داده بود.
تاریخ‌گذاری رادیوکربن نیز بازه‌ای میان ۲۵۵۰ تا ۲۵۲۰ پ.م. برای این محوطه مشخص کرده است، که اندکی جوان‌تر از برآورد بیگز است.
بیگز به تفاوت‌های موجود در خط میخی بسیار کهن این نسخه اشاره کرده و می‌نویسد: «این‌که تا مدت‌ها متون ادبی این دوره شناخته نشدند، به این دلیل بود که موانع دشواری برای درک آن‌ها وجود دارد.» او پیشنهاد کرده که ممکن است «ابو صلابیخ» همان شهر کش (Keš) باشد، ولی در عین حال یادآور می‌شود که این محل با اداب که در منابع ذکر شده، فاصله دارد و شاید «کش» صرفاً نگارشی دیگر از «کیش» باشد.
او در تحلیل خود می‌نویسد: «اگرچه نسخه‌های ابو صلابیخ تقریباً هشت سده قدیمی‌تر از نسخه‌هایی هستند که پیش‌تر شناخته شده بودند، ولی تفاوت بسیار اندکی (جز در دستور خط) میان آن‌ها وجود دارد؛ بنابراین نسخه بابلی کهن نه بازسازی‌ای از سوی کاتبان بابلی، بلکه بازتابی وفادار از متنی است که سده‌ها در سنت ادبی سومری تثبیت شده بوده است.»
بیگز همچنین پیشنهاد می‌کند: «سایر آثار ادبی سنتی نیز ممکن است اساساً در همین شکل کنونی خود تا واپسین سده‌های هزاره سوم پیش از میلاد بازگردند.»

## درون‌مایه
ویکتور هورویتس این اثر را «سرود ساخت نیایشگاه کش» نامیده و پیشنهاد می‌کند که این سرود روحانی با توصیف و ستایش انلیل از شهر کش آغاز می‌شود و به انتخاب و بنیان‌گذاری اکور توسط انلیل می‌پردازد. او همچنین به نوشتن این سرود توسط ایزد دیگری به نام نیسابا اشاره می‌کند.
سابرینا پی. رامِت به نقش و حضور نیسابا (یا نیدابا) در بنیان‌گذاری نیایشگاه اشاره کرده و از او به‌عنوان «ایزدبانوی گیاهان، نوشتن و ادبیات  ازجمله متون اخترشناسی، ایزدبانوی «خانه دانایی» (احتمالاً معادل هوش)، و کسی که از اسرار (پنهان) اعداد آگاه است» یاد می‌کند. نیسابا رویدادها را ثبت کرده و «نسخه‌ای معیار» از آنچه واقعاً روی داده، ارائه می‌دهد.
شارپن و تاد در بررسی رابطه میان انلیل و نیسابا (مشابه رابطه میان یهوه و موسی) اشاره می‌کنند که این متن اثری است از خدایان، که آن را آفریده و به انسان‌ها منتقل کرده‌اند، و همین امر به آن مشروعیت ادبی می‌بخشد.
| « | شاهزاده، شاهزاده از خانه بیرون آمد. انلیل، شاهزاده، از خانه بیرون آمد. شاهزاده با شکوه از خانه بیرون آمد. انلیل نگاهش را به همه سرزمین‌ها دوخت و سرزمین‌ها رو به انلیل برافراشته شدند. چهار سوی آسمان برای انلیل چون باغی سرسبز شد. کش در آنجا برای او قرار گرفت، با سری برافراشته؛ و چون کش در میان همه سرزمین‌ها سر برافراشت، انلیل به ستایش آن پرداخت. نیسابا داور آن بود؛ با واژگانش آن را چون توری پیچیده و بافته بود. بر لوح‌هایی نوشته و در دستانش نگه‌داشته بود: ای خانه، سکو و سکوی سرزمین، گاو نرِ مهیب و برجسته! | » |

افسانه سپس به توصیف آیین‌های وقف نیایشگاه می‌پردازد و توضیح می‌دهد که آنوناکی فرمانروایان نیایشگاه بودند. هورویتس پیشنهاد می‌کند که سرود به «اشیائی که هنگام اتمام ساخت در نیایشگاه قرار داده شدند» نیز اشاره دارد. ترجمه او از آغاز سرود چنین است:
| « | نیایشگاه … نیایشگاه کش که همچون کوهی رشد کرده و آسمان را در آغوش گرفته است. همچون اَکور که سرش را در سرزمین برافراشت، رشد کرده است. | » |

این سرود شامل ۱۳۴ خط است که به‌صورت رسمی به هشت بخش یا «خانه» یا «نیایشگاه» تقسیم می‌شود، و هر بخش با سه پرسش بلاغت‌آمیز به پایان می‌رسد که به زایش پسر جنگ‌جوی نینتود، آک‌جی، می‌پردازد:
| « | آیا کسی دیگر توانسته چیزی به بزرگی کش پدیدآورد؟ آیا هیچ مادر دیگری تاکنون کسی چون قهرمان آن، آک‌جی، زاده است؟ چه کسی تاکنون زنی به بزرگی بانوی آن، نینتود، دیده است؟ | » |

خطوط یک تا بیست و یک، به انتخاب و ستایش کش می‌پردازند که نیسابا آن را ثبت کرده است. خطوط بیست و دو تا چهل و چهار نیایشگاه را به ماه در برابر آسمان تشبیه می‌کنند، که سرچشمه‌های زندگی سومر را در خود دارد و ابعاد کیهانی‌اش سراسر جهان را فراگرفته است. خطوط چهل و پنج تا پنجاه و هفت توصیفی استعاری از نیایشگاه ارائه می‌دهند که هم به آسمان می‌رسد و هم به جهان زیرزمینی فرومی‌رود. خطوط پنجاه و هشت تا هفتاد و سه به پیچیدگی‌های نیایشگاه با اشاره به مقادیر فراوان گاو و گوسفند می‌پردازند. نیایشگاه به درختانی تشبیه می‌شود که چوب آن‌ها در ساخت بنا به کار رفته است. در ادامه، خدایان و کارکردهای نیایشگاه در مراسم وقف توصیف و ستایش می‌شوند؛ و بخش‌های گوناگون نیایشگاه  ازجمله درون و بیرون، دروازه، حیاط، در و دیوار آن شرح داده می‌شوند. سرود در پایان با دعوت به نزدیک شدن به نیایشگاه به اتمام می‌رسد.
وِین هوروویتس با استفاده از ترجمه گرگ، به اشارهٔ سرود به آبزو اشاره کرده و می‌نویسد: «در ادبیات سومری، آبزو به‌عنوان نامی برای آب‌های کیهانی زیر سطح زمین به‌کار رفته است.»
| « | نیایشگاه، تاج بزرگی که به آسمان می‌رسد. نیایشگاه، رنگین‌کمانی که به آسمان می‌رسد. نیایشگاه، که درخشش آن تا «میانهٔ آسمان» کشیده شده و پایه‌اش بر آبزو استوار است. | » |

در تازه‌ترین ترجمه، دربارهٔ بنیان‌گذاران، جغرافیا و ویژگی‌های نیایشگاه چنین آمده است:
| « | خانه‌ای که توسط آنو بنیان نهاده شده، از سوی انلیل ستوده شده، و از مادر نینتود پیشگویی گرفته است! … خانه‌ای که در بخش بالایی‌اش کوهی است و در بخش پایینی‌اش چشمه‌ای! خانه‌ای که در بخش بالایی‌اش سه‌گانه است … انبار غله‌اش که استوار و سامان‌مند به‌سان خانه‌ای خانوادگی است … ایوانش بر دوش ایزدان «لاهاما» استوار است؛ دیوار عظیم شاهانه‌اش … زیارتگاه آوریم است! | » |

بارتون، کنش‌های آنوناکی را در درون و پیرامون نیایشگاه چنین ترجمه کرده است:
| « | قهرمانانشان در آن گرد آمده بودند؛ آنان شریف بودند. در داوری‌ها، که سخن همه خدایان بود، شادی می‌کردند؛ دشت‌ها — گوسفندان و گاوان چون گاوی در آغل بودند؛ سدر به سخن آمد؛ آن‌ها چون پیک‌هایی بودند؛ دشت، همه گاوان را فراخواند؛ دشت، همه گوسفندان را نیرومند ساخت؛ درختان انجیرشان کرانه‌های قایق را پُر کرد؛ سلاحِ سرور، شاهزاده … برافراشته شد؛ درخت لولوپی، متعلق به همسر خدا، گیاهان پی‌پیِ … در هورساگ، باغ خدایان (فردوس سومریان) سرسبز بود. | » |

جرمی بلک بر این باور است که سرود به تندیس‌های گاوها یا شیرهای بالدار اشاره دارد که در ورودی نیایشگاه‌ها قرار می‌گرفتند: «نیایشگاه کش، <در برابر آن> چیزی به شکل شیرهای بالدار ایستاده است، چیزی به شکل گاوهای وحشی «سفید» که به‌سوی بیابان رو کرده‌اند». در پایان سرود، به اجرای موسیقی در نیایشگاه با طبل‌ها و صدای خشن شاخ گاو وحشی اشاره می‌شود: «شاخ گاو وحشی را به غرّش واداشتند، ساز الگارسورا را به طنین انداختند.»
ساموئل نوآ کریمر پیشنهاد می‌کند که سازهای موسیقایی یادشده در سرود همراه با آواز نواخته می‌شدند. او گمان می‌برد که تیگی احتمالاً سرودی همراه با چنگ رومی بوده، ایرشما شاید سرودی با همراهی گونه‌ای از طبل و ادب نیز احتمالاً سرودی با ساز زهی دیگری بوده است.
سرود با هشداری که چهار بار تکرار می‌شود به پایان می‌رسد، که گفته می‌شود هم نوعی هشدار و هم فراخوانی برای حضور الاهی در نیایشگاه است. چنین دوگانگی‌ای در مواجهه با نیایشگاه‌ها، تأثیری کلیدی بر شکل‌گیری عرفان یهودی و مسیحی گذاشته است.
| « | نزدیک شو، ای انسان، به شهر، به شهر — اما نزدیک نشو! نزدیک شو، ای انسان، به خانهٔ کش، به شهر — اما نزدیک نشو! نزدیک شو، ای انسان، به قهرمان آن، آک‌جی — اما نزدیک نشو! نزدیک شو، ای انسان، به بانوی آن، نینتود — اما نزدیک نشو! ستایش بر کش خوش‌ساخت باد، ای آک‌جی! ستایش بر کش محبوب و نینتود باد! | » |

اِی. آر. جرج بر آن است که چنین سرودهایی «می‌توانند در قالب ترکیب‌های بلندتر قرار گیرند، مانند ستایش‌نامه‌ای برای نیپور و اکور که بخش بزرگی از سرود انلیل شناخته‌شده را تشکیل می‌دهد، یا سرودی برای نیایشگاه‌های اور که آغازگر خودستایی شولگی (D) است.»
نسخهٔ سرود/شعر انهدوانا چنین است:
کشِ افراشته. تو تصویر آسمان و زمینی. چون افعی نیرومند بیابان، بیم می‌پراکنی. خانهٔ نین‌هورسانگا، تو بر سرزمینی از خشم ایستاده‌ای. کشِ پرشکوه: دلت ژرف است، شکل‌ات عظیم. شیر بزرگ … کوهستان، که در دشت پرسه می‌زند. کوه بزرگ، که با وردهای مقدس به اینجا آورده شده. دلت غروب است، نور ماه در تو راه نمی‌یابد. بانوی زایش، زیبایی‌ات را بخشیده. خانهٔ کش: آجرهای تو، زایش تو هستند. ایوان تو، تاجی از لاجورد است: پیکره‌ات، آفرینش توست. بانوی تو همان بانویی است که خاموشی را تحمیل می‌کند. ملکهٔ بزرگ و نیکِ آسمان. چون سخن گوید، آسمان به لرزه می‌افتد. چون دهان بگشاید، طوفان‌ها غرّش می‌کنند. نین‌هورسانگا، خواهر انلیل، در حیاط مقدس تو خانه‌ای بنا کرده، ای خانهٔ کش، و بر تختت نشسته است. سیزده خط. خانهٔ نین‌هورسانگا در کش.

## گفت‌وگو
استفان لنگدون بر آن بود که این سرود، گواهی بر دیدگاه الاهیاتی سومری دربارهٔ آفرینش انسان و جانداران به‌دست انلیل و نین‌لیل است. او اشاره کرد که مامی، ایزدبانوی اصلی شهر کش، «شکلی از نین‌لیل در نیپور بود؛ به‌عبارت دیگر، او همان نین‌لیلِ کش است، جایی که نقش او به‌عنوان ایزدبانوی زایش برجسته‌تر شده بود». لنگدون، بر پایهٔ مشاهده‌ای از تئوفیلوس پینچز، یادآور شد که نین‌لیل یا بلیت ایلانی هفت نام متفاوت (چون نینتود، نینهورساگ، نین‌ماه و…) برای هفت منطقهٔ مختلف داشت.
او همچنین دربارهٔ جایگاه شهر کش نوشت که به‌نظر می‌رسد در نزدیکی کیش و در شرق بابل قرار داشته و نام نیایشگاه کش را «اِکی‌سیگا» (Ekisigga) خواند.
ریموند د هوپ شباهت‌هایی میان سرودهای نیایشگاهی سومری و فصل چهل‌ونهم سفر پیدایش در کتاب مقدس (Genesis 49:1–28) یافته و به نزدیکی شگفت‌انگیز نحو و استعاره در بخش‌هایی از سخنان مربوط به یوسف و یهودا اشاره می‌کند، مانند: «شاهزادهٔ بسیار گرامی» (Genesis 49:8)، «یوزپلنگی که شکار را می‌رباید» (Genesis 49:9)، «گاومیشِ بزرگِ وحشی» (Genesis 49:22) و «تخم گاوی، زادهٔ گاومیش وحشی» (Genesis 49:22).
جرمی بلک یادآور شد که شهر کش تا دوران متأخر بابلی دیگر یک سکونتگاه مهم نبود، با این حال احتمال می‌دهد که نیایشگاه نینتود همچنان در آن فعالیت داشته است.
ویلفرد جی. لمبرت نیز خاطرنشان کرد که پادشاهان بسیاری نیایشگاه‌ها و نمازخانه‌هایی برای نینهورساگ ساخته بودند، اما نیایشگاه کش «از دورهٔ آغازین دودمان‌های سومری تا دودمان بابلی کهن مرکز آیین این ایزدبانو بود؛ ولی پس از آن، اهمیت خود را از دست داد».